# Neoregelia eltoniana
Neoregelia eltoniana är en gräsväxtart som beskrevs av Wilhelm Weber. Neoregelia eltoniana ingår i släktet Neoregelia och familjen Bromeliaceae. Inga underarter finns listade i Catalogue of Life.